# كورت إلينغ
كورت إلينغ (بالإنجليزية: Kurt Elling)‏ هو عازف جاز ومغني وكاتب أغاني وملحن أمريكي، ولد في 2 نوفمبر 1967 في شيكاغو في الولايات المتحدة.

## وصلات خارجية
- الموقع الرسمي
- كورت إلينغ على موقع IMDb (الإنجليزية)
- كورت إلينغ على موقع روتن توميتوز (الإنجليزية)
- كورت إلينغ على موقع ميوزك برينز (الإنجليزية)
- كورت إلينغ على موقع أول ميوزيك (الإنجليزية)
- كورت إلينغ على موقع ديسكوغز (الإنجليزية)
- كورت إلينغ على موقع قاعدة بيانات الفيلم (الإنجليزية)